# Pressió radicular

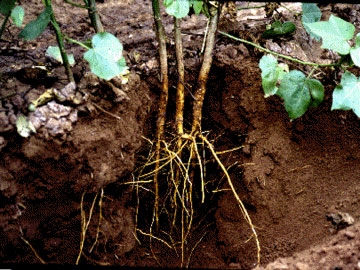
Arrels primàries i secundàries en la planta del cotó

La pressió radicular  o  pressió de les arrels és la pressió osmòtica dins les cèl·lules d'un sistema radicular que causa que la saba pugi a través de la tija de la planta fins a les fulles.
La pressió radicular ocorre en el xilema d'algunes plantes vasculars quan el nivell de la humitat del sòl és suficient ja siga de nit, o quan la transpiració és baixa, o de dia. Quan la transpiració és alta, la saba del xilema està normalment sota tensió, més que no pas sota pressió, per l'empenta de la transpiració. De nit, en algunes plantes, la pressió de les arrels causa la gutació o sigui l'exsudació de gotes de saba del xilema des de les puntes o vores de les fulles. La pressió de les arrels s'estudia traient un brot de la planta prop del nivell del sòl. La saba del xilema exsudarà de la planta tallada durant hores o dies degut a la pressió radicular. Si s'acobla un aparell adequat a la tija tallada es pot mesurar la pressió radicular.
La vinya és una d'aquestes plantes que té una exsudació quan se l'esporga a partir de finals d'hivern.
La pressió radiular és causada pel transport actiu d'ions de nutrients minerals dins del xilema de les arrels. Sense la transpiració que porta els ions a la tija, els ions s'acumularien en el xilema de les arrels i abaixarien el potencial hídric. L'aigua aleshores es difon des del sòl fins al xilema de les arrels per osmosi. La pressió de les arrels és causada per aquesta acumulacció d'aigua en el xilema que empeny. La pressió radicular proporciona una força que empeny l'aigua cap a la tija, però no és suficient per explicar el moviment de l'aigua cap a les fulles de la part superior dels arbres més alts. La pressió radicular màxima mesurada en algunes plantes pot alçar aigua només a 7 metres i els arbres més alts fan 100,o més, metres.

## Paper de l'epidermis
L'endodermis en l'arrel és important per al desenvolupament de la pressió radicular. L'endodermis és una capa simple de cèl·lules entre el còrtex de les plantes i el pericicle Aquestes cèl·lules permeten el moviment de l'aigua fins que arriba a la banda de Caspary la qual està feta de suberina, una substància impermeable. Els ions que s'acumulen en l'interior de l'endodermis en el xilema creen un gradient de potencial hídric i, per osmosi, l'aigua es difon des del sòl humit, a través del còrtex, per l'endodermis i dins el xilema.

## Importància
La pressió radicular pot transportar aigua i nutrients dissolts en plantes relativament baixes. Algunes espècies mai generen pressió radicular. Tanmateix la planta de gira-sol que creix en un 100% d'humitat relativa creix normalment i acumula la mateixa quantitat de nutrients mineral que les plantes sota humitat normal les quals han transpirat de 10 a 15 vegades més que els plantes amb 100% d'humitat D'aquesta manera la transpiració no pot ser tan important en el transport de nutrients minerals en les plantes relativament baixes com sovint se suposa.